# Valeriana fedtschenkoi
Valeriana fedtschenkoi är en kaprifolväxtart som beskrevs av Auguste Henri Cornut de Coincy. Valeriana fedtschenkoi ingår i släktet vänderötter, och familjen kaprifolväxter. Inga underarter finns listade i Catalogue of Life.